# 芬利 (加利福尼亞州)
芬利（英語：Finley）是位於美國加利福尼亞州萊克縣的一個非建制地區。該地的面積和人口皆未知。

## 地理
芬利的座標為39°00′16″N 122°52′32″W / 39.00444°N 122.87556°W，而該地的平均海拔高度為412米（即1352英尺）。